# Javor Baharov
Javor Baharov, in bulgaro Явор Бахаров? (Sofia, 12 luglio 1985), è un attore bulgaro.

## Filmografia
- Fake Identity, regia di Dennis Dimster (2009)
- Tilt, regia di Viktor Čoučkov (2011)
- Faith, Love and Whiskey, regia di Kristina Nikolova (2012)
- I Spit on Your Grave 2, regia di Steven R. Monroe (2013)
- Hercules - La leggenda ha inizio (The Legend of Hercules), regia di Renny Harlin (2014)

### Serie televisive
- Stuklen dom (2010 - 2011)
- Ungiven (2013)
- Pod prikritie (2014)